# Zadruga (oblik udruživanja)
Zadruga je dobrovoljno, otvoreno, samostalno i nezavisno društvo kojim upravljaju njeni članovi, a svojim radom i drugim aktivnostima ili korišćenje njenih usluga, na temelju zajednice i uzajamne pomoći ostvaruju, unapređuju i zaštićuju svoje pojedinačne i zajedničke poljoprivredne, ekonomske, socijalne, obrazovne, kulturne i druge potrebe i interese i ostvaruju ciljeve zbog kojih je zadruga osnovana.
Član zadruge može biti samo fizičko i/ili pravno lice koje neposredno učestvuje u radu zadruge, posluje putem zadruge ili koristi njene usluge ili na drugi način neposredno učestvuje u ostvarenju ciljeva zbog kojih je zadruga osnovana. Član zadruge ne odgovara za obaveze zadruge.
Zadruga se temelji na zadružnim načelima:
- dobrovoljno i otvoreno članstvo
- nadzor poslovanja od strane članova
- samostalnost i nezavisnost
- obrazovanje, stručno usavršavanje i informisanje članova zadruge
- saradnja među zadrugama
- briga za zajednicu

Zadruga može obavljati svaku delatnost za koju ispunjava propisane uslove.

## Istorijat
U srednjem veku nastaju prvi društveni savezi, razvijeni za zajedničke potrebe. U rudarstvu (npr. u Goslaru), rudari su se formirali u prvobitne sindikate. U alpskoj regiji doseljenici su se udružili u alpske zadruge koje su regulisale kolektivnu upotrebu pašnjaka i ograničile prodaju zajedničke imovine.
Robert Oven se smatra osnivačem prvog zadružnog pokreta 1799. godine u svojoj fabrici pamuka u Nju Lanarku. Kao rezultat toga, osnovane su i druge zadruge. Prva zadruga koja je utemeljila načela za ostale bila je „Društvo pravednih pionira Ročdejla”, tzv. „Ročdejlska načela”. Naime, 1844. godine 28 radnika iz lokalne tekstilne industrije osnovalo je trgovačku zadrugu u Ročdejlu, u severnoj Engleskoj.
U Nemačkoj su dva utemeljivača osnovala prve zadruge u isto vreme i nezavisno jedna o drugoj. Godine 1847., Friedrih Vilhelm Rajfajzen osnovao je prvu organizaciju dobrotvorne pomoći za potrebe ruralne populacije. Herman Šulce-Delič pokrenuo je zadrugu Rohstoffassoziation u Deliču, koja je prema načelima samopomoći, samoupravljanja i samoodgovornosti, pomagala najpre stolarima. Otprilike u isto vreme nastaju i prve zadruge u maloprodajnom sektoru, kao što je 1850. godine nastala zadruga radnika u Ajlenburgu, koja se smatra prvom potrošačkom zadrugom.